# Gagos (Guarda)
Gagos ist eine ehemalige Gemeinde (Freguesia) im portugiesischen Kreis (Município) von Guarda. In ihr leben 127 Einwohner (Stand 30. Juni 2011).
Im Zuge der administrativen Neuordnung in Portugal wurde die Gemeinde Gagos zum 29. September 2013 aufgelöst und der Gemeinde São Pedro (Jarmelo) angegliedert.

## Söhne und Töchter der Gemeinde
- Abel Saraiva (* 1926), Jurist und Schriftsteller
- José Saraiva Martins (* 1932), emeritierter Kurienkardinal